# Anthoscopus
Anthoscopus là một chi chim trong Họ Phàn tước (Remizidae). Chi này phân bố giới hạn trong Châu Phi Hạ Sahara, từ Sahel đến Nam Phi. Không giống như các loài phân bố ở lục địa Á-Âu, những loài này thường không di cư. Thay vào đó, chúng sống gần nơi sinh sản của chúng quanh năm. Sáu loài trong chi phân bố ở một loạt môi trường sống, từ sa mạc, rừng rậm đến rừng nhiệt đới.

## Tổ chim
Những chiếc tổ rũ xuống và được xây dựng đầy cầu kỳ của chúng có những lối vào giả phía trên lối vào thật, và những lối vào này lần lượt dẫn vào một căn buồng giả. Buồng làm tổ thực sự được chim bố mẹ tiếp cận bằng cách mở một nắp ẩn, đi vào rồi đóng nắp lại. Hai bên lối vào được bịt kín bằng mạng nhện dính. Những lối vào giả này được sử dụng để gây nhầm lẫn cho những kẻ săn mồi tiềm tàng và bảo vệ trứng và chim con.

## Phân loại
Chi Anthoscopus được nhà điểu học người Đức Jean Cabanis giới thiệu vào năm 1851, với phàn tước phương nam (Anthoscopus minutus) là loài điển hình. Tên chi là sự kết hợp của hai từ Hy Lạp cổ đại anthos (có nghĩa là "hoa") và skopos (nghĩa là "người tìm kiếm").
Chi này bao gồm 6 loài:
| Hình ảnh | Tên thông thường     | Tên khoa học            | Phân bố |
| -------- | -------------------- | ----------------------- | --- |
|          | Phàn tước Sennar     | Anthoscopus punctifrons | Cameroon, Tchad, Eritrea, Ethiopia, Mali, Mauritania, Niger, Nigeria, Senegal và Sudan.                                                                                      |
|          | Phàn tước vàng       | Anthoscopus parvulus    | Bénin, Burkina Faso, Cameroon, Cộng hòa Trung Phi, Tchad, Cộng hòa Dân chủ Congo, Bờ Biển Ngà, Gambia, Ghana, Guinea, Mali, Mauritania, Nigeria, Senegal, Nam Sudan và Togo. |
|          | Phàn tước màu chuột  | Anthoscopus musculus    | Ethiopia, Kenya, Somalia, Nam Sudan, Tanzania và Uganda. |
|          | Phàn tước rừng       | Anthoscopus flavifrons  | Cameroon, Cộng hòa Trung Phi, Cộng hòa Congo, Cộng hòa Dân chủ Congo, Bờ Biển Ngà, Gabon, Ghana, Liberia và Nigeria.                                                         |
|          | Phàn tước châu Phi   | Anthoscopus caroli      | Angola, Botswana, Burundi, Cộng hòa Congo, Cộng hòa Dân chủ Congo, Kenya, Malawi, Mozambique, Namibia, Rwanda, Nam Phi, Swaziland, Tanzania, Uganda, Zambia và Zimbabwe.     |
|          | Phàn tước phương nam | Anthoscopus minutus     | Angola, Botswana, Namibia, Nam Phi và Zimbabwe. |